# Kroonkolonie Sarawak
De Kroonkolonie Sarawak was een Britse kroonkolonie op het Zuidoost-Aziatische eiland Borneo. Het werd opgericht in 1946, kort na de ontbinding van het Britse Militaire Bestuur. Sinds de vorming van de Maleisische Federatie op 16 september 1963 werd het opgevolgd door de staat Sarawak.

## Etniciteiten
De huidige gegevens zijn afkomstig uit de volkstelling van 1947, toen telde de bevolking in totaal 546.385 mensen, waarvan bijna 4/5 (79,3%) Ibans, Chinezen en Maleisiërs waren. In de vroege koloniale periode beoefende 72% zelfvoorzienende landbouw, werkte 13% in marktgewassen en was 15% loonarbeider.

## Demografie
Bij de oprichting van de kolonie in 1947 telde Sarawak 546.385 inwoners. De bevolking groeide vervolgens tot 588.390 in 1952, 631.431 in 1957 en 776.990 in 1962.